# عیسی رنگ‌کار
عیسی رنگ‌کار (درگذشتهٔ ۸۷۴ ه‍.ق) از خوشنویسان و نستعلیق‌نویسان قرن دهم در قزوین بوده‌است. گفته می‌شود میرعماد از بزرگ‌ترین نستعلیق‌نویسان تاریخ، مدتی در جوانی نزد او تعلیم دیده‌است. عیسی خوشنویس از رکاب‌داران شاه طهماسب اول صفوی بود و مؤلف کتاب گلستان هنر می‌گوید که او در اواخر عمر متولی امام‌زاده‌ای در گناباد شد و در سال ۸۷۴ه‍.ق درگذشت.
از این رو بعید است که عیسی رنگ‌کار پس از ۵۳ سال سلطنت شاه طهماسب، هنوز حیات داشته و به میرعماد تعلیم داده باشد؛ بنابراین این سخن که در تذکره خط و خطاطان آمده که او از استادان اولیهٔ میرعماد در قزوین بوده‌است نمی‌تواند چندان درست باشد.